# Anne Griffiths
Anne Griffiths (* 30. Dezember 1953) ist eine britische Rechtsethnologin.

## Leben
Sie ist Professorin für Ethnologie des Rechts an der School of Law der University of Edinburgh.
Ihre Forschungsschwerpunkte sind Ethnologie des Rechts, Rechtsvergleichung und Familienrecht, afrikanisches Recht, Geschlecht, Kultur und Recht.

## Schriften (Auswahl)
- mit Anne Hellum und Shaheen Sardar Ali (Hg.): From transnational relations to transnational laws. Northern European laws at the crossroads. Farnham 2011, ISBN 978-1-4094-1897-9.
- mit Franz von Benda-Beckmann und Keebet von Benda-Beckmann (Hg.): Subjectivity, citizenship and belonging in law. Identities and intersections. New York 2012, ISBN 978-1-84545-423-4.
- mit Sanna Mustasaari und Anna Mäki-Petäjä-Leinonen (Hg.): Subjectivity, citizenship and belonging in law. Identities and intersections. Abingdon 2017, ISBN 978-1-315-65080-7.
- Transformations on the ground. Space and the power of land in Botswana. Bloomington 2019, ISBN 978-0-253-04356-6.